# 徐怡拉
徐怡拉（韓語：서이라，1992年10月31日—），韩国男子短道速滑运动员。他曾代表韩国参加2018年冬季奥林匹克运动会短道速滑比赛，获得男子1000米铜牌、男子5000米接力第四名。